# Simple et Funky
Albums de Alliance Ethnik
Fat Come Back
(1999)
Simple et Funky est le premier album du groupe de rap Alliance Ethnik sorti en 1995. Certifié disque d'or avec plus de 225 000 disques vendus, l'album reste à ce jour le plus vendu du groupe.

## Réception
Plusieurs morceaux, Respect, Simple et Funky et Honesty et Jalousie (fais un choix dans la vie) ont eu un succès considérable et ont contribué à faire connaître le groupe.

## Pistes
1. Intro
2. Respect
3. L'Union du son
4. Demi-tour vers le futur
5. Non stop
6. Sincérité et Jalousie
7. Je conjugue...
8. Salsalliancia
9. Qui paye ses P.V. ?
10. L'Original
11. Psycho Funk de l'alliance
12. Ainsi va la vie
13. Simple et Funky
14. Voulez-vous, rendez-vous
15. Jamais à l'heure
16. Big Alliance
17. Honesty et Jalousie (fais un choix dans la vie) (bonus track)